# Georg Danek
Georg Danek (* 1957 in Wien) ist ein österreichischer Klassischer Philologe.

## Leben
1976 bis 1982 studierte er Klassische Philologie an der Universität Wien (Magister phil. 1982). 1986 wurde er promoviert. Von 1984 bis 1997 war er Universitätsassistent am Institut für Klassische Philologie, Mittel- und Neulatein der Universität Wien. 1996 erfolgte die Habilitation, 1997 wurde er zum außerordentlichen Professor ernannt. 
2002 erhielt er den Ausonius-Preis der Universität Trier. 2004 erfolgte seine Wahl zum korrespondierenden Mitglied der Österreichischen Akademie der Wissenschaften, seit 2008 ist er Obmann von deren „Kommission für Antike Literatur und Lateinische Rezeption“, 2009 wurde er wirkliches Mitglied der Akademie.
Seine Forschungsschwerpunkte liegen in der Komparatistik (Homer und das Südslawische Heldenlied) und in der Altgriechischen Musik.